# Tanouchevtsi
Tanouchevtsi (en macédonien Танушевци, en albanais Tanusha) est un village situé à Tchoutcher Sandevo, au nord de la Macédoine du Nord. Le village comptait 417 habitants en 2002. Il se trouve dans le massif de la Skopska Crna Gora, à 1 201 mètres d'altitude, à proximité de la frontière du Kosovo. Il est majoritairement albanais.

## Démographie
Lors du recensement de 2002, le village comptait :
- Albanais : 409
- Autres : 8